# Philippa York
Philippa York, antiguamente conocida como Robert Millar (Glasgow, Escocia, 13 de septiembre de 1958) es una periodista británica y anteriormente ciclista masculino, profesional entre los años 1980 y 1995, durante los cuales logró 24 victorias.
York, antes de su transición, fue la primera británica que ganó una clasificación mayor del Tour de Francia (posteriormente ganaría la clasificación general Bradley Wiggins en el Tour de Francia 2012), en este caso, el Gran Premio de la Montaña. Fue 4.º en el Tour de 1984, 2.º en el Giro de 1987, y 2.º en las Vueltas de 1985 y 1986.

## Biografía
Criada en Glasgow, se hizo notar en las categorías aficionadas, primero en carreras escocesas y, más tarde, en británicas. Tras el campeonato británico de fondo en carretera, pasó a Francia, donde se mantuvo otro año en categoría amateur (llegó a ser 4.º en el Campeonato del Mundo Aficionado) y pasó al ciclismo profesional en 1980.
Como especialista en montaña que era, se centró en carreras de un día y en etapas montañosas. Ya en su primera participación en el Tour de Francia, en 1983, consiguió su primera victoria de etapa. El Tour de Francia 1984 vería su mejor actuación, quedando 4.º y ganando una etapa y la clasificación de la montaña.
Aunque no posee un palmarés demasiado abultado, siempre obtuvo muy buenas clasificaciones en las pruebas en que participaba. Quedó varias veces entre los diez primeros en carreras del estilo de la Dauphiné Libéré (que ganó en 1990) y del Tour de Romandía. En el Tour, quedó entre los veinte primeros en seis ocasiones.
Quedó en segunda posición durante dos años en la Vuelta a España, en 1985 y 1986. De la mano del equipo Panasonic, corrió el Giro de Italia 1987, quedando en segunda posición y ganando una etapa y la clasificación de la montaña.
Durante la década de 1990, Millar mantuvo un buen nivel, pero no consiguió tantas victorias como en la década de 1980. Sin embargo, segundos y terceros puestos sí fueron habituales. En 1995, se proclamó campeona de Gran Bretaña de fondo en carretera. A pesar de ello, con la desaparición de su equipo, Le Groupement, Millar también abandonó el ciclismo profesional.
Al retirarse, se mantuvo ligada al ciclismo, convirtiéndose en preparadora en 1997 y siendo la directora deportiva del equipo escocés en la Vuelta a Gran Bretaña de 1998.
Cambió de sexo en 2003, pasando a llamarse Philippa York.

## Palmarés
| 1979 - Ruta de Francia - París-Évreux 1983 - 1 etapa del Tour de Francia 1984 - 1 etapa del Tour de Francia, más clasificación de la montaña - 1 etapa del Midi Libre - 1 etapa del Tour de Romandía 1985 - Volta a Cataluña - 2.º en la Vuelta a España 1986 - 2.º en la Vuelta a España, más 1 etapa | 1987 - 2.º en el Giro de Italia, más 1 etapa y clasificación de la montaña - 1 etapa del Tour del Mediterráneo 1989 - 1 etapa del Tour de Francia - 1 etapa de la Dauphiné Libéré - 1 etapa del Tour de Romandía - Vuelta a Gran Bretaña 1990 - Dauphiné Libéré - 1 etapa del Tour de Romandía 1991 - 1 etapa de la Vuelta a Suiza 1995 - Campeonato del Reino Unido en Ruta |

## Resultados en Grandes Vueltas y Campeonatos del Mundo
| Carrera | Carrera         | 1980 | 1981 | 1982 | 1983 | 1984 | 1985 | 1986 | 1987 | 1988 | 1989 | 1990 | 1991 | 1992 | 1993 | 1994 | 1995 |
| ------- | --------------- | ---- | ---- | ---- | ---- | ---- | ---- | ---- | ---- | ---- | ---- | ---- | ---- | ---- | ---- | ---- | ---- |
|         | Giro de Italia  | -    | -    | -    | -    | -    | -    | -    | 2.º  | -    | -    | -    | -    | -    | -    | -    | -    |
|         | Tour de Francia | -    | -    | -    | 14.º | 4.º  | 11.º | Ab.  | 19.º | Ab.  | 10.º | Ab.  | 72.º | 18.º | 24.º | -    | -    |
|         | Vuelta a España | -    | -    | -    | -    | -    | 2.º  | 2.º  | -    | 6.º  | -    | -    | -    | 20.º | 15.º | Ab.  | -    |